# Pearl Berg
Pearl Louise Berg (nascida Synenberg; 1 de outubro de 1909 - 1 de fevereiro de 2024), foi uma supercentenária americana e a nona pessoa mais velha viva do mundo, bem como a judia mais velha viva. Ela residia em Los Angeles, Califórnia, e morreu em 1º de fevereiro de 2024, aos 114 anos.

## Biografia
Pearl Louise Synenberg nasceu em Evansville, Indiana, em 1º de outubro de 1909 (embora ela comemorasse seu aniversário em 14 de fevereiro de 1910), era filha de Archie Synenberg e Annie Gerson, filhos de imigrantes judeus da Europa Oriental. Ela tinha uma irmã chamada de Selma, e um irmão chamado Bob. Eles se mudaram para vários estados durante a infância, mas ela estudou na Schenley High School em Pittsburgh. A família mudou-se para a Califórnia em 1929, poucos meses antes da quebra do mercado de ações.
Em 1931, ela se casou com Mark Berg, um imigrante judeu de Kremenchuk, na Ucrânia. Ele morreu quando ela tinha 79 anos de idade. Eles tiveram dois filhos chamados Alan e Robert. Pearl Berg residia em Los Angeles, onde morreu em 1º de fevereiro de 2024, aos 114 anos e 123 dias.